# Isotelus
 Isotelus  ist eine Gattung asaphider Trilobiten aus dem Mittleren und Oberen Ordovizium von Nordamerika und Eurasien. Die Art Isotelus rex war mit einer Länge von deutlich über einem halben Meter der größte bekannte Trilobit der Erdgeschichte.

## Allgemeine Merkmale
Der flache Körper von Isotelus war durch acht Thoraxsegmente gekennzeichnet. Cephalon (Kopfschild) und Pygidium (Schwanzschild) waren im Verhältnis zum Thorax recht groß und deutlich von diesem abgesetzt. Die Augen waren mittelgroß. Isotelus war recht häufig und lebte auf dem Meeresboden (epibenthal) als Räuber und Aasfresser. 

## Liste der wissenschaftlich beschriebenen Arten
- Isotelus rex
- Isotelus gigas
- Isotelus maximus
- Isotelus megistos
- Isotelus parvirugosus
- Isotelus simplex
- Isotelus susae
- Isotelus walcotti
- Isotelus homalonotoides
- Isotelus iowensis
- Isotelus latior
- Isotelus brachycephalus
- Isotelus platycephalus

## Isotelus rex
Isotelus rex, mit über 700 mm Länge und 400 mm Breite der größte bis heute gefundene Trilobit, lebte während des Oberordoviziums am Boden eines flachen epikontinentalen Meeres, das den Kontinentalkern (Kraton) Laurentia, heute ein Teil des nordamerikanischen Kontinents, zu einem großen Teil bedeckte. Diese Meeresbedeckung dauerte das gesamte Altpaläozoikum an. Laurentia befand sich im Oberordovizium nahe dem Äquator und in dem heißen Klima lagerten sich auf der von einem Flachmeer überfluteten Landmasse carbonatische Sedimente ab. 
Der bislang einzige vollständige Fund und Holotyp von Isotelus rex ist aus den 445 Mio. Jahre alten Carbonatgesteinen an der oberordovizischen Küstenlinie der Churchill-River-Group im Norden der kanadischen Provinz Manitoba an der Hudson Bay bekannt. Er wurde 1998 von einer Gruppe kanadischer Paläontologen entdeckt. Die Länge des nahezu vollständige erhaltenen Rückenschildes (Carapax) übertraf den des größten bis dahin bekannten Trilobiten um annähernd 70 Prozent.

## State fossil

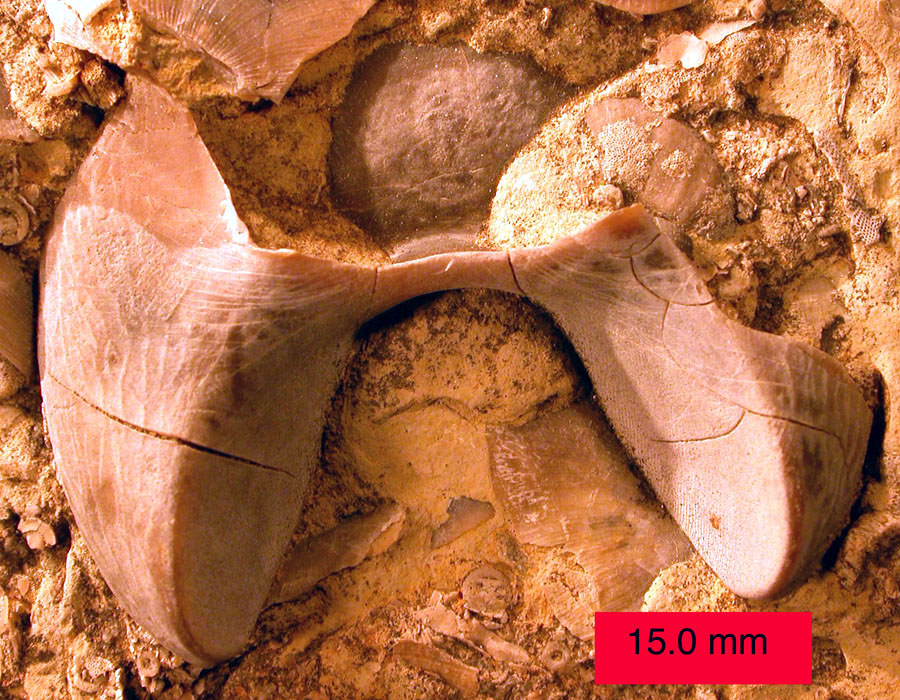
Hypostom eines in Ohio gefundenen Fossils

Isotelus ist seit 1985 das „state fossil“ (Staatsfossil) des US-amerikanischen Bundesstaates Ohio.

## Weiterführende Literatur
- Rudkin, D.M., G.A. Young, R.J. Elias, and E.P. Dobrzanski. The world's biggest trilobite: Isotelus rex  New species from the upper Ordovician of Northern Manitoba, Canada. Journal of Paleontology; 77(1):99–112, JSTOR:4094720.